# Distrito de Bernal
El distrito de Bernal es uno de los seis que conforman la provincia de Sechura ubicada en el departamento de Piura en el Norte del Perú.
Desde el punto de vista jerárquico de la Iglesia católica, forma parte de la Arquidiócesis de Piura.

## Historia
El distrito fue creado mediante Ley Regional N° 542 del 20 de septiembre de 1921, en el gobierno del Presidente Augusto B. Leguía.

## Autoridades

### Municipales
- 2019 - 2022[3]
  - Alcalde: Ruiz Loro José Gilberto , de Podemos Peru.
  - Regidores:

  1. Ruiz Loro José Gilberto (Podemos Perú)
  2. Chunga Morales Maria (Podemos Perú)
  3. Mendoza Darwin Jair (Podemos Perú)
  4. Cordova Ruiz Paula Mercedez (Podemos Perú)
  5. Rumiche Chunga Edinder (Partido Democrático Somos Perú)

Alcaldes anteriores
- 2019-2022:  Boris Montaño Tume, de Alianza Para el Progreso

- 2015-2018:[4] Froilán Ayala Loro, del Movimiento Unidad y Dignidad por Bernal (UDB).
- 2011-2014:[5] José Félix Ayala Cherre, del Movimiento Seguimos Avanzando Hacia La Modernidad (SAHLM).
- 2007-2010: José Félix Ayala Cherre.

### Policiales
- Comisario: Sargento PNP .